# Christoph Bluth

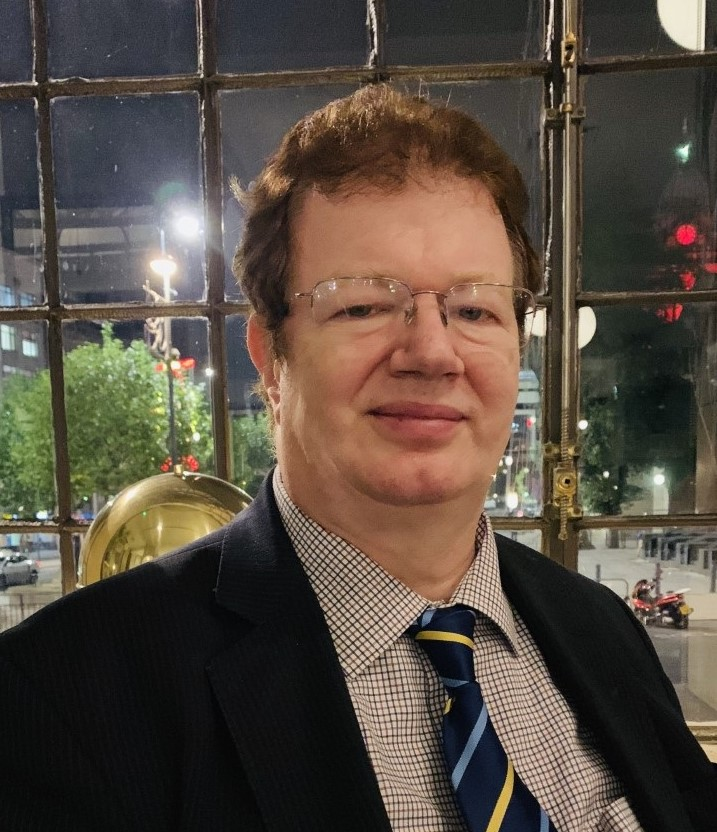
Bluth 2020

Christoph Bluth ist ein britischer Politikwissenschaftler.

## Leben
Er erwarb einen B.A. in Dublin 1980, einen MPhil in Dublin 1984 und einen Ph.D. in London 1989. Er lehrte als Professor für Internationale Studien an der University of Leeds und ist Professor für Internationale Beziehungen und Sicherheit an der University of Bradford.
Seine Forschungsschwerpunkte sind internationale Beziehungen, Strategische Studien, Nuklearwaffenpolitik und Rüstungskontrolle und Ostasienkunde.

## Schriften (Auswahl)
- New thinking Soviet military policy. London 1990, ISBN 0-86187-113-8.
- Soviet strategic arms policy before SALT. Cambridge 1992, ISBN 0-521-40372-3.
- Britain, Germany and Western nuclear strategy. Oxford 1995, ISBN 0-19-828004-1.
- The nuclear challenge. US-Russian strategic relations after the Cold War. Aldershot 2000, ISBN 1-85521-896-8.